# General der Gebirgstruppe
General der Gebirgstruppe war eine militärische Rangstufe in der deutschen Wehrmacht. Ähnliche Dienstgrade waren bei der Wehrmacht auch für andere Waffengattungen eingeführt. Es gab beim Heer General der Infanterie, General der Kavallerie, General der Artillerie, General der Panzertruppe, General der Pioniere, General der Nachrichtentruppe und bei der Luftwaffe General der Flieger, General der Flakartillerie, General der Fallschirmtruppe und General der Luftnachrichtentruppe. Im gleichen Rang stand bei der Kriegsmarine der Admiral.
Der nächstniedrigere Dienstgrad war Generalleutnant, der nächsthöhere Generaloberst. 

## Offiziere in diesem Dienstgrad
- Eduard Dietl (1890–1944), Ernennung am 19. Juli 1940, später Generaloberst
- Franz Böhme (1885–1947), Ernennung am 1. August 1940
- Ludwig Kübler (1889–1947), Ernennung am 1. August 1940
- Valentin Feurstein (1885–1970), Ernennung am 1. September 1941
- Rudolf Konrad (1891–1964), Ernennung am 1. März 1942
- Ferdinand Schörner (1892–1973), Ernennung am 1. Juni 1942, später Generalfeldmarschall
- Emmerich von Nagy (1882–1965), Ernennung am 1. August 1942
- Hubert Lanz (1896–1982), Ernennung am 28. Januar 1943
- Hans Kreysing (1890–1969), Ernennung am 1. November 1943
- Georg Ritter von Hengl (1897–1952), Ernennung am 1. Januar 1944
- Karl Eglseer (1890–1944), Ernennung am 1. März 1944
- Julius Ringel (1889–1967), Ernennung am 1. Juni 1944
- Ferdinand Jodl (1896–1956), Ernennung am 1. September 1944
- Karl von Le Suire (1898–1954), Ernennung am 1. Oktober 1944
- Kurt Versock (1895–1963), Ernennung am 1. November 1944
- Hans Schlemmer (1893–1973), Ernennung am 9. November 1944
- Emil Vogel (1894–1985), Ernennung am 9. November 1944
- Friedrich Jobst Volckamer von Kirchensittenbach (1894–1989), Ernennung am 1. Januar 1945
- August Winter (1897–1979), Ernennung am 1. Mai 1945